# Parafia św. Michała Archanioła w Żeleźnikowej Wielkiej
Parafia św. Michała Archanioła w Żeleźnikowej Wielkiej – parafia rzymskokatolicka, znajdująca się w diecezji tarnowskiej, w dekanacie Stary Sącz.
Msze święte odbywają się następująco:

## Msze niedziele i świeta
Godz. 07:00 , 09:30 , 11:00

## Msze dni powszednie
Godz. 07:00 , 18:00